# Mustang (Oklahoma)
Mustang – miasto w Stanach Zjednoczonych, w stanie Oklahoma, w hrabstwie Canadian. W 2019 osiągnęło 23 tys. mieszkańców i należy do najszybciej rozwijających się miast w stanie. Jest częścią obszaru metropolitalnego Oklahoma City.